# Lórien (vala)
Irmo is een van de namen van een vala uit de werken van J.R.R. Tolkien. Hij wordt vaak Lórien genoemd, naar zijn tuinen in Valinor.
Lórien was ook een verkorte naam van het woud Lothlórien, het koninkrijk van Galadriel en Celeborn.